# Viadukt Ivančice
Der Viadukt Ivančice (deutsch Eibenschützer Viadukt, früher Iglawa-Viadukt, tschechisch Ivančický viadukt) ist eine Eisenbahnbrücke im Zuge der Bahnstrecke (Wien–) Hrušovany nad Jevišovkou–Brno in Tschechien. Sie führt zwischen den Stationen Moravský Krumlov (Mährisch Kromau) und Moravské Bránice (Mährisch Branitz) etwa drei Kilometer südöstlich der Stadt Ivančice (Eibenschütz) über das Tal der Jihlava. 
Als Gerüstpfeilerviadukt ausgeführt, war sie zur Inbetriebnahme im Jahr 1870 die größte derartige Brücke in Europa und die erste ganz aus Eisen gebaute Großbrücke Österreich-Ungarns. Die alte Brücke wurde 1978 durch einen parallel verlaufenden, modernen Neubau ersetzt. Ein erhaltener Torso der alten Brücke steht als Kulturdenkmal unter Denkmalschutz.

## Gitterträgerbrücke (1870)

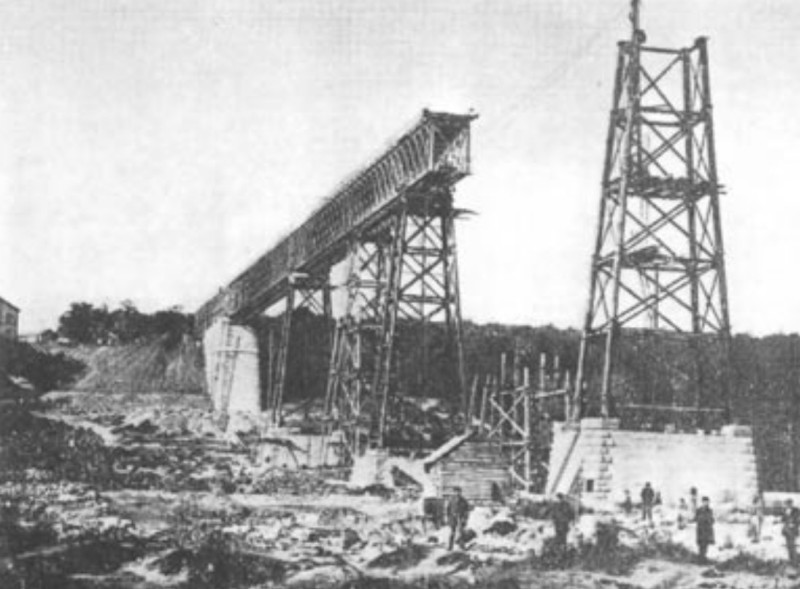
Die Brücke im Bau. Der Fahrbahnträger wurde vormontiert im Ganzen über die Pfeiler geschoben. (1869)

Der Viadukt wurde in den Jahren 1868 bis 1870 von der Österreichisch-ungarischen Staatseisenbahngesellschaft (StEG) als Teil deren Magistrale von Wien nach Brno (Brünn) gebaut, auf der unmittelbar danach auch die Stadlauer Ostbahnbrücke in Wien gebaut wurde. Sie wurde vom technischen Baudirektor der StEG, Karl von Ruppert, geplant und von dem französischen Unternehmen Ètablissement Cail errichtet, das zur gleichen Zeit an der Ausführung der ähnlich konstruierten Viaduc de Busseau und Viaduc de la Bouble in Frankreich beteiligt war. Sie war die erste vollständig aus Schmiedeeisen gebaute Brücke in Österreich-Ungarn.
Die eingleisige, 373,5 m lange Brücke mit 6 Feldern à 60 m überquerte den Fluss in einer Höhe von 42,7 m. Der 5,6 m hohe, durchlaufende Fahrbahnträger aus schmiedeeisernen Gitterträgern mit obenliegender Fahrbahn wurde auf der Strecke montiert und anschließend von beiden Seiten her abschnittsweise auf die fünf Pfeiler eingeschoben.
Die Pfeiler bestanden aus jeweils vier gleich langen, in Etagen übereinander montierten gusseisernen Rohren mit einem Außendurchmesser von 50 cm und einer Wandstärke von 4,5 cm, die nach der Montage mit Beton gefüllt wurden. Die Rohre waren mit schmiedeeisernen Verstrebungen versteift und auf gemauerte Sockel montiert, die bis zur selben Höhenlage reichten (mit Ausnahme des etwas höher stehenden ersten Pfeilers am westlichen Hang).
Beim Bau wurden 1238 Tonnen Schmiedeeisen und 206 Tonnen Gusseisen verwendet. Nach dem erfolgreichen Belastungstest am 20. August 1870 fand die feierliche Eröffnung am 15. September 1870 statt, die mit einem einwöchigen Fest begangen wurde. Am 24. November wurde der durchgehende Zugbetrieb zwischen Wien und Brünn aufgenommen.
Die gusseisernen Tragelemente in den Pfeilern mussten 1892 durch Profilstähle ersetzt werden. Der Austausch wurde in 6 Monaten ausgeführt.

## Hohlkastenbrücke (1978)

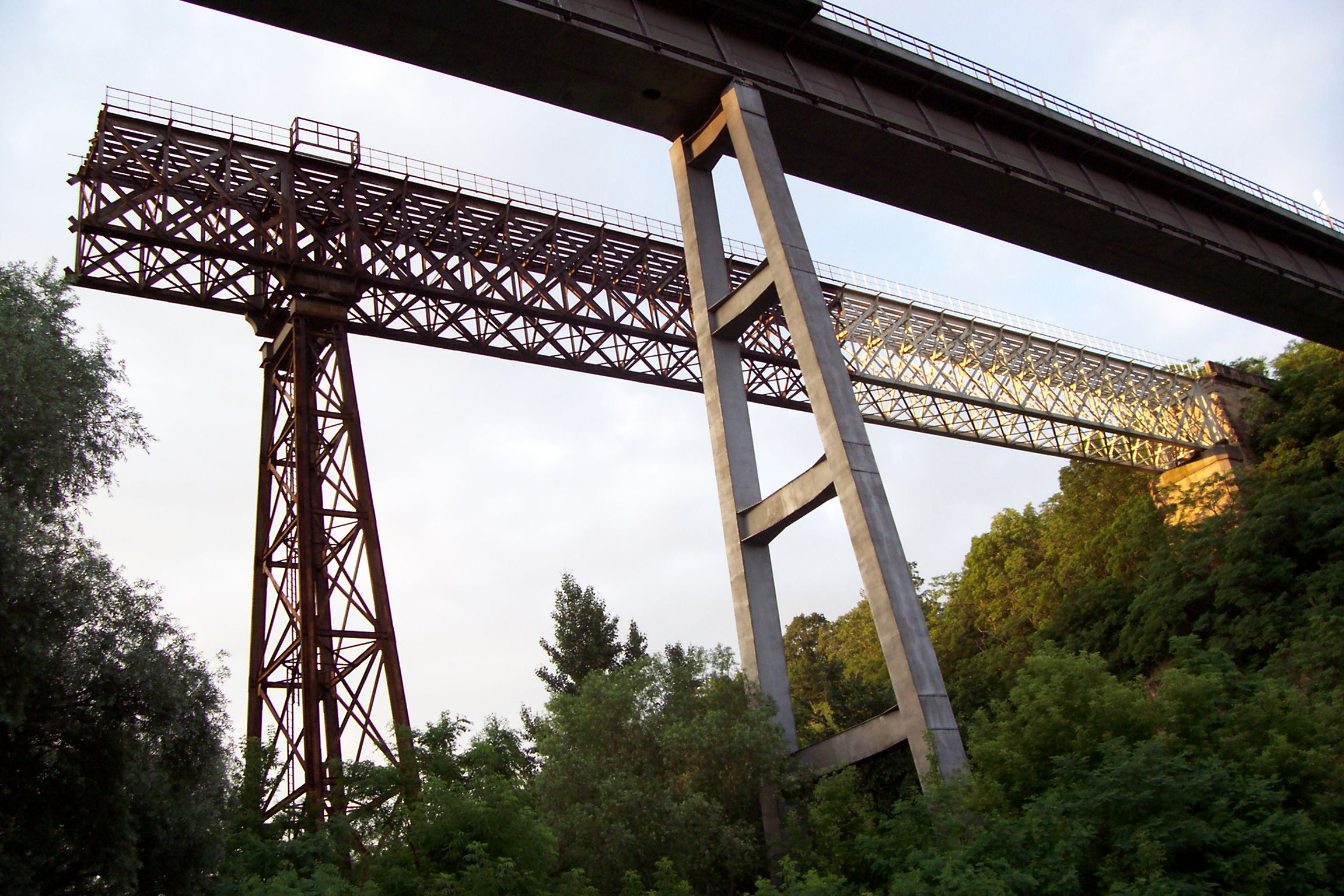
Torso der alten Brücke neben dem Neubau (2006)

Anfang der 1970er Jahre hatte die alte Brücke nach über hundert Jahren Nutzung das Ende ihrer Lebensdauer erreicht. 1972 begann man 15 m flussabwärts von der alten Brücke mit dem Bau einer vollständig neuen, von Železniční stavitelství Brno (Eisenbahnbaubüro Brünn) geplanten Brücke mit einem durchlaufenden Hohlkasten, der insgesamt 387 m lang ist und dessen Gleise 44,5 m über dem Flussbett liegen. Der stählerne Überbau der Brücke wurde von den Witkowitzer Eisenwerken (Vitkovické ocelárny) hergestellt und montiert. Diese Brücke wurde am 9. November 1978 in Betrieb genommen.
Die alte, unter Denkmalschutz stehende Brücke wurde nachher bis auf ein kurzes Stück mit einem Pfeiler am nördlichen Widerlager abgerissen.